# 2023 BU
2023 BU è un asteroide Apollo dall'orbita prossima a quella terrestre, che è stato scoperto dall'astronomo Gennadij Borisov il 21 gennaio 2023, cinque giorni prima che eseguisse un incontro particolarmente stretto con la Terra.

## Scoperta
L'asteroide è stato scoperto il 21 gennaio 2023, alle 23:53 UTC, come un oggetto con magnitudine pari a 19,5, dall'astronomo Gennadij Borisov, dal suo osservatorio privato MARGO, a Naučnyj, in Crimea, con un telescopio riflettore da 50 cm di diametro. Immagini dell'asteroide erano state acquisite alcune ore prima dall'osservatorio di Monte Palomar. Al momento della scoperta, l'asteroide era in avvicinamento alla Terra.

## Parametri orbitali
Nell'avvicinamento alla Terra, l'asteroide percorreva un'orbita con semiasse maggiore di 0,988 au e periodo di 358 giorni, 20 ore e 40 minuti (pari a 0,98 anni), inclinata di 2,35° rispetto al piano dell'eclittica e caratterizzata da un'eccentricità di 0,063. Al perielio, che avrebbe dovuto essere raggiunto il 22 aprile 2023, si sarebbe trovato a 0,926 au dal Sole, all'interno dell'orbita della Terra; all'afelio, invece, si sarebbe trovato a 1,050 au dal Sole. Queste caratteristiche lo contraddistinguevano come un asteroide Apollo.
Il 27 gennaio 2023, alle 00:29 UTC, l'asteroide è transitato a circa 0,00007 unità astronomiche (10 000 km) dalla Terra, ovvero a circa 3627 km dalla superficie, al di sopra dell'America meridionale. Nella progressione dei record di avvicinamento alla Terra di asteroidi non impattanti, 2023 BU è venuto a collocarsi al quarto posto.
L'incontro ha modificato l'orbita dell'asteroide, che in seguito ad esso ha iniziato a percorre un'orbita con semiasse maggiore di 1,107 au e periodo di 425 giorni, 8 ore e 57 minuti (1,165 anni) attorno al Sole, con inclinazione di 3,75° ed eccentricità pari a 0,11. Perielio ed afelio sono mutati rispettivamente in 0,984 au e 1,229 au. Il transito per il perielio è avvenuto il 22 gennaio.
| Parametri orbitali          | Orbita di avvicinamento         | Orbita di allontanamento         |
| --------------------------- | ------------------------------- | -------------------------------- |
| Epoca                       | JDT 2459877,5 (25 ottobre 2022) | JDT 2460000,5 (25 febbraio 2023) |
| Semiasse maggiore           | 0,988295 au                     | 1,106915 au                      |
| Perielio                    | 0,926050 au                     | 0,984035 au                      |
| Afelio                      | 1,050540 au                     | 1,229795 au                      |
| Periodo orbitale            | 358,862824 giorni               | 425,373266 giorni                |
| Inclinazione sull'eclittica | 2,349298°                       | 3,750314°                        |
| Eccentricità                | 0,062982                        | 0,111011                         |

## Rischio d'impatto sulla Terra
Nel caso del passaggio ravvicinato alla Terra del 27 gennaio 2023, il rischio che l'asteroide impattasse sul pianeta è risultato nullo. Tuttavia, se anche così non fosse stato, l'asteroide - di circa 5 metri di diametro - sarebbe quasi sicuramente esploso nell'attraversamento dell'atmosfera, senza costituire una minaccia per gli esseri viventi sul pianeta.
Il rischio che l'asteroide possa impattare in futuro sulla Terra non è nullo, ma estremamente basso, con una probabilità di impatto dello 0,000043% per il 20 gennaio 2110. Il prossimo passaggio ravvicinato avverrà il 26 gennaio 2066.